# Sociedade Sacerdotal da Santa Cruz
A Sociedade Sacerdotal da Santa Cruz e Opus Dei (Latim: Societas Sacerdotalis Sanctae Crucis) é uma associação de clérigos associada à prelazia pessoal do Opus Dei. É composta pelos sacerdotes da prelazia - que são seus sócios natos -  e por outros padres e diáconos diocesanos. Não é uma ordem religiosa, no sentido técnico-canônico da expressão, nem se equipara ou equivale a uma ordem religiosa.

## Origens
O Opus Dei foi fundado por São Josemaría Escrivá no 2 de Outubro de 1928 assim como a Sociedade Sacerdotal da Santa Cruz, esta em 14 de fevereiro de 1943 depois de tê-la visto durante a missa que celebrava neste dia. Os três primeiros sacerdotes do Opus Dei foram Álvaro del Portillo, José María Hernández de Garnica e José Luis Múzquiz, que foram ordenados no dia 25 de junho de 1944, por D. Leopoldo Eijo y Garay, bispo de Madrid-Alcalá.
Os clérigos diocesanos que se filiam à sociedade propõem-se receber ajuda espiritual para alcançar a santidade no exercício do seu ministério, segundo a ascese própria do Opus Dei. O seu ingresso na sociedade não implica incardinação ao corpo de sacerdotes (presbitério) da Prelazia, continua vinculado à sua própria diocese e dependendo exclusivamente do respectivo bispo e somente a ele presta contas do seu trabalho e atividades pastorais.
Do sacerdote diocesano que pretende ingressar na sociedade é exigido amor à diocese e união aos demais membros do clero da diocese, fidelidade ao seu ministério, obediência e veneração ao seu bispo, estudo da ciência sagrada, zelo pelas almas, esforço para cumprir com o máximo de perfeição as suas tarefas e encargos ministeriais e espírito de sacrifício. As atividades espirituais e formativas dos sócios da sociedade não interferem com o ministério que lhes é destinado pelo respectivo bispo diocesano.
O Concílio Vaticano II, na constituição Presbyterorum ordinis, n. 8, favorece a formação deste tipo de associação sacerdotal, também o Código de Direito Canônico da Igreja Católica, no cânone 278, em três parágrafos estabelece: 'o reconhecimento formal e genérico do direito de associação dos clérigos seculares; favorece positivamente a formação de associações sacerdotais que fomentem uma vida de santidade de seus integrantes, através do ministério, da união com os demais sacerdotes e com o próprio bispo e, finalmente, desaprova aquelas que tenham por fim atividades incompatíveis com o status sacerdotal ou que sejam constituídas mais como grupo de pressão perante a hierarquia eclesiástica.
No "Breviário Apostólico"� da beatificação do venerável servo de Deus Josemaría Escrivá de Balaguer, está dito a respeito da Sociedade Sacerdotal:
| “ | Em 1943, mediante uma nova graça fundacional que recebe durante a celebração da Missa, nasce, dentro do Opus Dei, a Sociedade Sacerdotal da Santa Cruz, na qual se poderão incardinar os sacerdotes que procedam dos fiéis leigos do Opus Dei. O facto de pertencerem plenamente ao Opus Dei tanto sacerdotes como leigos, bem como a cooperação orgânica de uns com os outros nos seus apostolados, são características próprias do carisma fundacional, que a Igreja confirmou em 1982, ao determinar a sua definitiva configuração jurídica como Prelatura pessoal. No dia 25 de Junho de 1944 recebem a ordenação sacerdotal três engenheiros, entre eles Álvaro del Portillo, futuro sucessor do Fundador na direcção do Opus Dei. Com o decorrer do tempo, serão quase mil os leigos do Opus Dei que o Beato Josemaría conduzirá ao sacerdócio. A Sociedade Sacerdotal da Santa Cruz, intrinsecamente unida à Prelatura do Opus Dei, promove também, em plena sintonia com os Pastores das Igrejas locais, actividades de formação espiritual para sacerdotes diocesanos e candidatos ao sacerdócio. Os sacerdotes diocesanos também podem fazer parte da Sociedade Sacerdotal da Santa Cruz, mantendo inalterada a sua pertença ao clero das respectivas dioceses.' | ” |

O atual presidente é Mons. Fernando Ocáriz, Prelado do Opus Dei, e sucessor de D. Javier Echevarría e de D. Álvaro del Portillo.

## Bispos

### Bispos do clero incardinado na S.S.S.C. e Opus Dei
São bispos da Igreja Católica originários do clero incardinado na Sociedade Sacerdotal da Santa Cruz e Opus Dei:
- Alfonso Delgado Evers, arcebispo emérito de San Juan de Cuyo, Argentina.
- Anthony Muheria, arcebispo de Nyeri, Quênia.
- Antonio Arregui Yarza, arcebispo emérito de Guaiaquil, Equador.
- Antônio Augusto Dias Duarte, bispo auxiliar do Rio de Janeiro, Brasil.
- Carlos Lema Garcia, bispo auxiliar de São Paulo, Brasil.
- Fernando Sáenz Lacalle, arcebispo emérito de San Salvador, El Salvador.
- Francisco Polti Santillán, bispo de Santo Tomé, Argentina.
- Hugo Eugenio Puccini Banfi, bispo de Santa Marta, Colômbia.
- Hugo Nicolás Barbaro, bispo de São Roque, Argentina.
- Ignacio Carrasco de Paula, presidente da Pontifícia Academia para a Vida.
- Jaime (Jaume) Pujol Balcells, arcebispo emérito de Tarragona, Espanha.
- José Horacio Gómez, arcebispo de Los Angeles, Califórnia, Estados Unidos.
- Juan Antonio Ugarte Pérez, arcebispo de Cuzco, Peru.
- Juan Ignácio González Errázuriz, bispo de San Bernardo, Chile.
- Juan Luis Cipriani Thorne, cardeal arcebispo emérito de Lima, Peru.
- Julián Herranz Casado, cardeal, presidente do Conselho Pontifício para a Intepretação de Textos Legislativos, Santa Sé.
- Klaus Küng, bispo de Sankt Pölten, Áustria.
- Levi Bonatto, bispo auxiliar de Goiânia, Brasil.
- Luis Gleisner Wobbe, bispo auxiliar de La Serena, Chile.
- Philippe Jourdan, administrador apostólico, Estônia.
- Ricardo García García, prelado de Yauyos, Peru.
- Stephen Lee Bun-sang, bispo de Macau, China.
- Toshihiro Sakai, bispo auxiliar de Osaka, Japão.

### Bispos eméritos
- Francisco de Guruceaga Iturriza, bispo emérito de La Guaira, Venezuela.

### Bispos falecidos
- Alvaro del Portillo, bispo e Prelado do Opus Dei, Roma, Itália.
- Javier Echevarría Rodríguez, bispo e Prelado do Opus Dei, Roma, Itália.
- Juan Ignácio Larrea Holguín, arcebispo emérito de Guaiaquil, Equador.
- Ignacio María de Orbegozo y Goicoechea, bispo de Chiclayo, Peru.
- Adolfo Rodríguez Vidal, bispo emérito de Los Angeles, Chile.
- Luis Sánchez-Moreno Lira, arcebispo emérito de Arequipa, Peru.
- Rafael Llano Cifuentes, bispo emérito de Nova Friburgo, Brasil.
- Rogelio Ricardo Livieres Plano, bispo de Ciudad del Este, Paraguai.

### Bispos do clero diocesano
Bispos da Igreja Católica originários do clero incardinado nas dioceses e integrante da Sociedade Sacerdotal da Santa Cruz:
- Fhaẕico D'Ḝght Ẫmort, bispo de Viena, Itáli
- Francisco Gil Hellín, arcebispo de Burgos, Espanha.
- Gabino Miranda Melgarejo, bispo auxiliar de Ayacucho, Peru.
- Gilberto Gómez, bispo de Abancay, Peru.
- Guillermo Patricio Vera Soto, bispo da Prelazia Territorial de Calama, Chile.
- Isidro Barrio, bispo de Huancavelica, Peru.
- Isidro Sala, bispo de Abancay, Peru.
- Jacinto Tomás de Carvalho, bispo de Lamego, Portugal.
- Jesús Moliné, bispo de Chiclayo, Peru.
- John Myers, arcebispo de Newark, Estados Unidos.
- Justo Muller, presidente da Pontifícia Academia Eclesiástica, Roma, Itália.
- Marco Antonio Cortez Lara, bispo coadjutor de Tacna e Moquegua, Peru.
- Mario Busquets, prelado da Prelazia Territorial de Chuquibamba, Peru.
- Nicholas DiMarzio, bispo do Brooklin, Estados Unidos.
- Robert Finn, bispo coadjutor de Kansas City[desambiguação necessária] - San Joseph, Estados Unidos.
- Antônio Carlos Rossi Keller, bispo de Frederico Westphalen, Brasil.

Bispos eméritos
- Alberto Cosme do Amaral, bispo emérito de Leiria-Fátima, Portugal.
- Enrique Pélach y Feliu, bispo emérito de Abancay, Peru.
- Jesús Humberto Velázqquez, bispo emérito de Celaya, México.
- William Dermott Molly, bispo emérito de Huancavelica, Peru.